# 門羅十字路口前哨戰
門羅十字路口前哨戰(Battle of Monroe's Crossroads)是威廉·特庫姆塞·謝爾曼於1864年發動的向大海進軍中的一場前哨戰，當時戰事將近結束，北軍隨謝爾曼已經來到北卡罗来纳州。

## 戰事
1865年3月9日的黃昏，賈森·基爾派崔克(Judson Kilpatrick)率其三個騎兵師駐紮於門羅農莊(Monroe farm)。南方的韋德·漢普頓趁北軍熟睡時率騎兵發動突擊，將北軍趕到附近的樹林；其間，剛好驚醒、來不及穿回軍服的基爾派崔克差點被俘。
北軍在炮火的掩護下死守樹林。漢普頓見北軍如此頑固，只有放棄。整個突擊行動歷時30分鐘。

## 現在
昔日矗立戰場上的農莊早已消失，留下的只有紀念亡士的石碑。

## 外部連結
- http://www.monroegen.org/battle.htm （页面存档备份，存于）